# Hasan Balaman
Hasan Balaman (* 20. März 1966 im Landkreis Sütçüler/Provinz Isparta; † 10. April 2016) war ein türkischer Politiker und von März 2004 bis März 2009 Bürgermeister der Stadt Isparta.
Balaman machte 1987 seinen Abschluss an der Beruflichen Hochschule der Selçuk Üniversitesi in Konya (Selçuk Üniversitesi Konya Meslek Yüksek Okulu) im Fachbereich Betriebswirtschaftslehre und Verwaltungswissenschaft. Im Jahr 1993 absolvierte er sein Studium an der Fakultät für Wirtschafts- und Verwaltungswissenschaften der Marmara-Universität. Beim 5. Korps in Çorlu leistete er 1995 seinen Wehrdienst als Kurzzeitsoldat ab. Später war er als leitender Geschäftsführer in verschiedenen internationalen Unternehmen tätig. Bei den Kommunalwahlen am 28. März 2004 wurde er für die AKP zum Bürgermeister der Stadt Isparta gewählt. Fünf Jahre später musste er sich der MHP und Yusuf Ziya Günaydın geschlagen geben. 
Im April 2016 kam er bei einem Autounfall im Alter von 50 Jahren ums Leben. Er war verheiratet und Vater von 3 Kindern.